# Frontera entre Canadá y Dinamarca
La frontera entre Canadá y Dinamarca es un límite internacional casi en su totalidad marítimo que discurre entre los océanos atlántico y ártico. La única parte terrestre de los límites se encuentra en la Isla Hans.

## Descripción
Los límites están en el polo norte, la parte canadiense está compuesta por las costas de la provincia de Terranova y Labrador y el territorio de Nunavut, y por la parte danesa está la nación constituyente de Groenlandia.

## Disputa por la isla Hans
Ottawa y Copenhague mantuvieron una disputa desde la década de 1970 sobre la isla Hans, un islote deshabitado situado entre la isla de Ellesmere y el noroeste de Avannaata y con la que no llegaron a un acuerdo en 1973. En 2005 Canadá y Dinamarca intentaron llegar entablar una solución, pero no se dio algún avance.
En mayo de 2018 ambos gobiernos anunciaron el establecimiento de un Grupo de Trabajo conjunto en cuestiones de frontera que proporcionará recomendaciones sobre las disputas fronterizas por la isla Hans, la frontera marítima en el mar de Lincoln (isla Ellesmere) y la plataforma continental del mar de Labrador donde se superponen las 200 millas náuticas.
En junio de 2022 La disputa territorial por la isla llegó a su fin, cuando ambos países acordaron dividirse la pequeña isla. Según el acuerdo, se trazará una frontera a través de la isla Hans. El acuerdo implica que Canadá tiene ahora una frontera terrestre con Europa.